# 道頓堀橋
道頓堀橋（どうとんぼりばし）は、大阪府大阪市中央区の道頓堀川に架かる御堂筋（国道25号）の橋。

## 概要
橋長38.2メートル、幅員43.6メートルの三径間連続鋼鈑桁橋。単独の橋としては大阪市で最も広い幅員を持ち、基礎は地下鉄御堂筋線と一体で築造された。北詰は西心斎橋2丁目および心斎橋筋2丁目、南詰は道頓堀2丁目および同1丁目。
2011年（平成23年）から2020年（令和2年）まで大阪国際女子マラソンの折り返し地点となっていた。

## 歴史
御堂筋の拡幅に伴って1936年（昭和11年）に新設された。
御堂筋の拡幅に伴って新設・架け替えが行われた4つの橋のうち、当橋と1934年（昭和9年）に新設された新橋（長堀川）はどちらも御堂筋と同じ幅員を有する橋だったが、長堀川の埋立に伴って1964年（昭和39年）に新橋が撤去されて以降、当橋のみとなっている。1935年（昭和10年）に架け替えられた大江橋（堂島川）と淀屋橋（土佐堀川）はどちらも幅員36.5メートルと約7メートルも狭い橋だが、橋長は当橋より長く、姿見や景観の良さから浪速の名橋50選や日本百名橋に選定され、国の重要文化財にも指定されている。一方、当橋はいずれにも選定・指定されていない。